# Курохтин, Константин Владимирович
Константи́н Влади́мирович Куро́хтин (род. 1 июля 1978, Москва) — российский кёрлингист на колясках, скип сборной России на зимних Паралимпийских играх 2018. Многократный чемпион России, чемпион и призёр чемпионатов мира.
Играет на позиции четвёртого, скип команды.

## Достижения
- Чемпионат мира по кёрлингу на колясках: золото (2016, 2020), серебро (2017), бронза (2021).
- Чемпионат России по кёрлингу на колясках: золото (2013, 2014, 2016, 2018, 2019, 2021, 2022, 2023, 2024, 2025), серебро (2017), бронза (2015).
- Кубок России по кёрлингу на колясках: золото (2023), серебро (2021, 2022, 2024).

## Команды
| Сезон                                   | Четвёртый           | Третий              | Второй               | Первый               | Запасной                                    | Тренер                                | Турниры              |
| --------------------------------------- | ------------------- | ------------------- | -------------------- | -------------------- | ------------------------------------------- | ------------------------------------- | -------------------- |
| 2012—13                                 | Константин Курохтин | ?                   | ?                    | ?                    | ?                                           |                                       | ЧРК 2013             |
| 2013—14                                 | Константин Курохтин | ?                   | ?                    | ?                    | ?                                           |                                       | ЧРК 2014             |
| 2014—15                                 | Константин Курохтин | ?                   | ?                    | ?                    | ?                                           |                                       | ЧРК 2015             |
| 2015—16                                 | Константин Курохтин | Александр Шевченко  | Андрей Мещеряков     | Александра Чечёткина |                                             |                                       | ЧРК 2016             |
| 2015—16                                 | Андрей Смирнов      | Константин Курохтин | Светлана Пахомова    | Александр Шевченко   | Марат Романов                               | Антон Батугин                         | ЧМК 2016             |
| 2016—17                                 | Константин Курохтин | Андрей Мещеряков    | Александра Чечёткина | Борис Горчаков       |                                             |                                       | ЧРК 2017             |
| 2016—17                                 | Андрей Смирнов      | Константин Курохтин | Александр Шевченко   | Дарья Щукина         | Марат Романов                               | Антон Батугин                         | ЧМК 2017             |
| 2017—18                                 | Константин Курохтин | Марат Романов       | Александр Шевченко   | Дарья Щукина         | Андрей Мещеряков                            | Антон Батугин                         | ЗПИ 2018 (5 место)   |
| 2017—18                                 | Константин Курохтин | Андрей Мещеряков    | Максим Волков        | Александра Чечёткина | Александр Шевченко                          |                                       | ЧРК 2018             |
| 2018—19                                 | Константин Курохтин | Андрей Мещеряков    | Александр Шевченко   | Александра Чечёткина | Максим Волков                               | Маргарита Нестерова                   | ЧРК 2019             |
| 2019—20                                 | Константин Курохтин | Андрей Мещеряков    | Виталий Данилов      | Дарья Щукина         | Анна Карпушина                              | Антон Батугин, Сергей Шамов           | ЧМК 2020             |
| 2020—21                                 | Константин Курохтин | Андрей Мещеряков    | Александр Шевченко   | Александра Чечёткина | Максим Волков                               | Маргарита Нестерова                   | ЧРК 2021             |
| 2020—21                                 | Константин Курохтин | Андрей Мещеряков    | Виталий Данилов      | Дарья Щукина         | Ольга Беляк                                 | Антон Батугин, Сергей Шамов           | ЧМК 2021             |
| 2021—22                                 | Константин Курохтин | Андрей Мещеряков    | Александр Шевченко   | Александра Чечёткина |                                             | Маргарита Нестерова                   | КРК 2021 · ЧРК 2022  |
| 2022—23                                 | Константин Курохтин | Андрей Мещеряков    | Александр Шевченко   | Ирина Гамаюнова      | Максим Волков                               | Маргарита Нестерова                   | КРК 2022             |
| 2022—23                                 | Константин Курохтин | Андрей Мещеряков    | Александр Шевченко   | Александра Чечёткина | Максим Волков                               | Маргарита Нестерова, Андрей Мещеряков | ЧРК 2023             |
| 2023—24                                 | Константин Курохтин | Андрей Мещеряков    | Александр Шевченко   | Александра Чечёткина | Максим Волков (КРК), Владимир Романов (ЧРК) | Маргарита Нестерова                   | КРК 2023 · ЧРК 2024  |
| 2024—25                                 | Константин Курохтин | Андрей Мещеряков    | Владимир Романов     | Александра Чечёткина |                                             | Маргарита Нестерова                   | КРК 2024             |
| 2024—25                                 | Константин Курохтин | Андрей Мещеряков    | Александр Шевченко   | Александра Чечёткина | Владимир Романов                            | Маргарита Нестерова                   | ЧРК 2025             |
| Кёрлинг на колясках среди смешанных пар |                     |                     |                      |                      |                                             |                                       |                      |
| 2024—25                                 | Ирина Гамаюнова     | Константин Курохтин |                      |                      |                                             | Маргарита Нестерова                   | ЧРКСП 2025 (9 место) |

(скипы выделены полужирным шрифтом)